# Marco Ruggiero (cantautore)
Marco Ruggiero (Genk, 16 marzo 1970) è un cantautore italiano.
Di origini partenopee/pugliese, iniziò a suonare a 10 anni quando gli fu regalata la sua prima chitarra durante una vacanza a Napoli. Fu molto influenzato dai suoni e dalle canzoni di Pino Daniele e Paul Simon.
Frequentò successivamente l'Accademia di Arte Drammatica "Studio Herman Tierlinck" di Anversa, dove ebbe Hilde Mulkers come maestra di canto.
Nel 1993, si classificò secondo (vincendo però il premio per il miglior testo) al Festival della canzone italiana in Belgio, patrocinato da Salvatore Adamo. Successivamente formò la sua prima band, esibendosi con un repertorio di canzoni proprie e di cover di altri artisti italiani. La sua canzone Fermi i pensieri venne pubblicata nel 1996 nella compilation Planet Flanders (Pan Records).
A partire dal 1997, iniziò a collaborare con vari jazzisti professionisti come Dirk Schreurs, Roman Korolik, Stijn Norga, Michel Bisceglia, Roberto Mercurio, Angelo Bisceglia.
Nel 2007 un'altra sua canzone, Un paese stellare, fu inclusa nella colonna sonora del film Mineurs di Fulvio Wetzl, pellicola riguardante l'immigrazione italiana in Belgio.